# Cristian Oliveira Baroni
Cristian Mark Junior Nascimento Oliveira Baroni (Belo Horizonte, Brasil, 25 de junio de 1983), futbolista brasileño. Juega de volante y su actual equipo es el SC Corinthians de la Serie A de Brasil.

## Clubes
| Club                | País    | Año           |
| ------------------- | ------- | ------------- |
| Paulista FC         | Brasil  | 2003 - 2005   |
| Atlético Paranaense | Brasil  | 2005 - 2007   |
| CR Flamengo         | Brasil  | 2007 - 2008   |
| SC Corinthians      | Brasil  | 2008 - 2009   |
| Fenerbahçe SK       | Turquía | 2009-2015     |
| SC Corinthians      | Brasil  | 2015-presente |

## Palmarés

### Campeonatos regionales
| Título              | Club        | Región | Año  |
| ------------------- | ----------- | ------ | ---- |
| Taça Guanabara      | Flamengo    | Brasil | 2007 |
| Campeonato Carioca  | Flamengo    | Brasil | 2007 |
| Taça Guanabara      | Flamengo    | Brasil | 2008 |
| Campeonato Carioca  | Flamengo    | Brasil | 2008 |
| Campeonato Paulista | Corinthians | Brasil | 2009 |
| Campeonato Paulista | Corinthians | Brasil | 2017 |

### Campeonatos nacionales
| Título               | Club        | País    | Año     |
| -------------------- | ----------- | ------- | ------- |
| Supercopa de Turquía | Fenerbahçe  | Turquía | 2009    |
| Copa de Turquía      | Fenerbahçe  | Turquía | 2011/12 |
| Copa de Turquía      | Fenerbahçe  | Turquía | 2012/13 |
| Superliga de Turquía | Fenerbahçe  | Turquía | 2013/14 |
| Supercopa de Turquía | Fenerbahçe  | Turquía | 2014    |
| Campeonato Brasileño | Corinthians | Brasil  | 2015    |
| Campeonato Brasileño | Corinthians | Brasil  | 2017    |